# 2377 Shcheglov
2377 Shcheglov este un asteroid din centura principală, descoperit pe 31 august 1978 de Nikolai Cernîh.